# Мідьорит

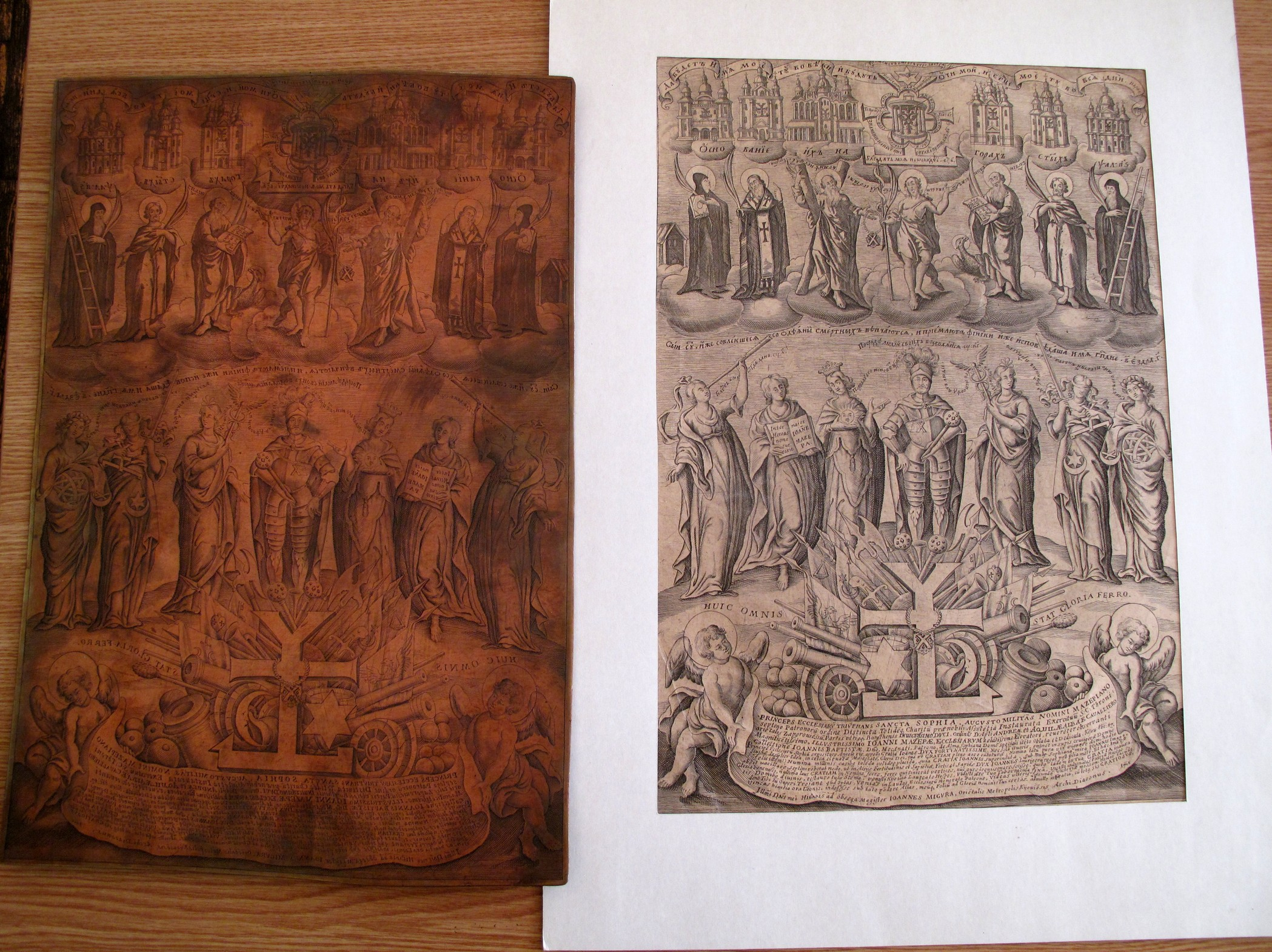
Мідна гравірувальна дошка та відбиток з неї

Мідьорит, мідерит (від мідь і ритина) — графічна техніка глибокого друку; малюнок майбутньої гравюри продряпують на мідній пластині, заповнюють фарбою і відбивають на папері.

## Виникнення
Серед технік глибокого друку, які здійснюються сухим способом, тобто без вживання кислот, найдавнішою є мідьорит, що розвинувся з ремісничих гравюр на камені, кості, зброї та декоративних прикрас на предметах із золота й срібла.
Перші пробні відбитки з цих предметів на папір і дали поштовх для розвитку мідьориту як окремого виду мистецтва. У XV—XVI століттях високої майстерності в техніці гравюри на міді домоглися художники Мантенья (Італія),
Дюрер (Німеччина) та ін. Найвищого технічного розквіту гравюра на міді досягла у творах таких віртуозів XVII століття, як Еделінк і Робер Нантейль у Франції та у XIX столітті Уткін та Йордан в Росії.

## Техніка виконання

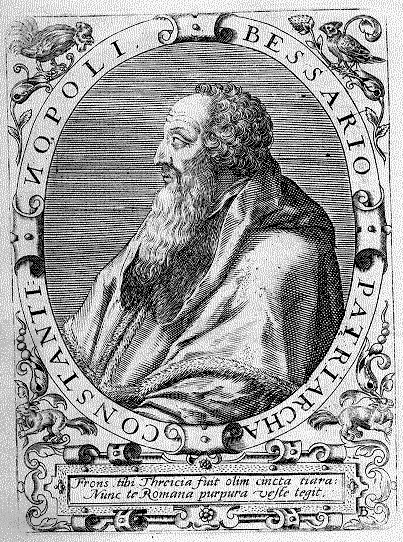
Гравер Теодор де Брі (1528—1598). « Віссаріон Нікейський як кардинал», мідьорит 16 століття.

Технічно мідьорит виготовляється так: беруть доброї якості червону мідь з полірованою поверхнею. Рисунок перебивають копіркою або контури зображення виконують легким штриховим травленням. Універсальним інструментом для гравюри є так званий «грабштихель», його ведуть завжди горизонтально і проти лінії. Задирки міді, які утворюються обабіч штрихів під час рятування, обережно зчищають «шабером». Фарбу втирають тампоном в штрихи-продряпини і знімають зайву з поверхні пластинки. Потім на неї накладають вогкий папір, сукно (кирзу) і, протягаючи між валами тискального (офортного) верстата, одержують відбиток. Типовою для мідьориту є лінія з чіткими краями, спочатку тонка, далі ширша і глибша. В кінці вона стає мілкою, звужується і зникає.
З техніки мідьориту протягом першої половини XIX століття розвинулась гравюра на сталі (сталерит). Винайдений 1820 року в Англії сталерит дозволяв виконувати найтонші репродукції переважно пейзажного жанру. Перед початком роботи сталь відпускалась, а по закінченні — гартувалась. Уже з другої половини XIX століття, після появи геліогравюри (на базі фотографії) та інших масових поліграфічних технік, гравюра на сталі відійшла в забуття через неспроможність змагатися з новими, точнішими і значно дешевшими способами репродукції.

## Техніка «суха голка»

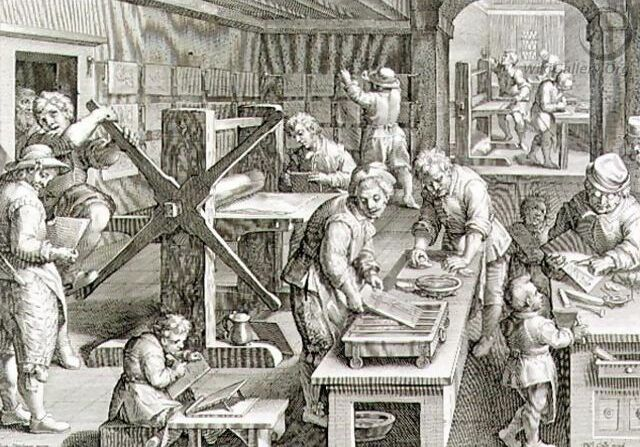
Джованні Страдано. Друк гравюр на мідних стулках (друк мідьоритів), друкар Філіп Галле, аркуш 19, серія «Нові відкриття», 1590 р.

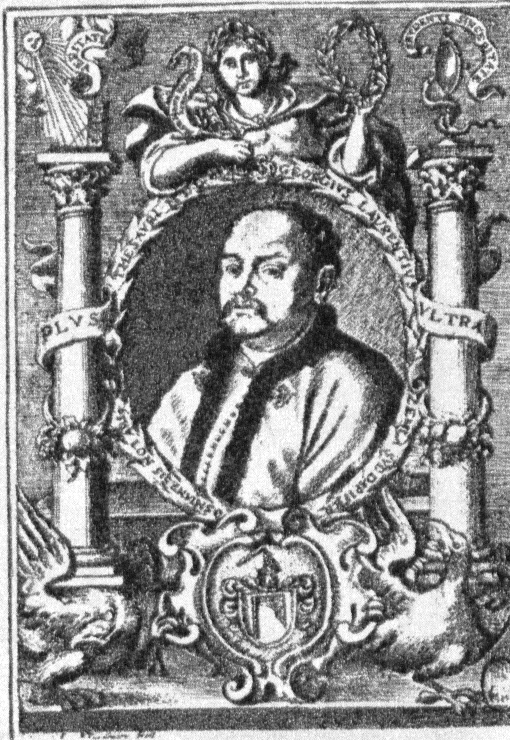
Л. Тарасевич. Портрет Ошмянського пристольника Георгія Землі. Мідерит. 1680-і роки

Найпростішою технікою роботи безпосередньо на мідній пластинці є гравюра сухою голкою. Спочатку вона була допоміжною для офортів (наприклад, у Рембрандта), але з часом розвинулась у самостійну мистецьку галузь.
Працюючи у техніці сухої голки, художник спочатку літографським олівцем або перебиваючи через копірку наносить на мідну пластину ескіз чи начерк з натури. Потім він починає малювати гострою сталевою голкою, забитою в дерев'яну ручку. Врізуючись у метал, голка залишає обабіч себе задирки, на які при друкуванні чіпляється фарба. Так і з'являються оксамитово м'які краї штрихів, що починаються дуже ніжно, а згодом розширюються і зникають, надаючи зображенню своєрідної мальовничості. Де потрібна «м'яка» і «густа» поверхня, там задирки від голки залишають, а де хочуть мати світлі місця — їх послаблюють або зчищають шабером.

## Мідерит в картографії та книговидавництві
Перші мідерити на білоруські теми замовлялися за кордоном: Карта Полоцької землі, План Полоцька (Рим, 1579), Карта Білорусі та Литви (Амстердам, 1613).
У білоруському мистецтві мідерити використовували в оформленні книг, друкованих кирилицею, з XVI століття. Наприклад, обкладинка Статуту Великого князівства Литовського (Вільно, 1588). Пізніше до мідериту звернувся Т. Маковський («Панегірик братів Скарульських», Несвіж, 1604, та ін.). Мідерит використовував гравер Леонтій Тарасевич в роботі над томом «Служебник, або Літургікон» (Вільно-Супрасль, 1692—1695).
Мідерити створювали брати Тарасевичі, І. Щирський, М. Сімкевич, а також західні майстри, що працювали в Білорусі: К. Гетке, А. ван Вестерфельт, П. Енгельгарт.
У техніці мідерита виконувалися панегіричні гравюри, ілюстрації (до «Монархії Турецької…», Слуцьк, 1678; до «Акафіст та канонам», Могильов, 1693; до «розаріум…», Аугсбург,1672, А. Тарасевич), міські пейзажі (види Полоцька, Могильова, Гродно, Несвіжа), народні лубки, екслібриси.